# Дім на березі
«Дім на березі» (англ. Auk House) — науково-фантастична повість Кліффорда Сімака, вперше опублікована 1977 року.

## Сюжет
Художник Девід Летімер приїхав на узбережжя океану винайняти будинок для творчої відпустки.
Йому видали ключі, і коли він завершив огляд порожнього будинку, то виявив, що місцевість навколо будинку змінилась.
З будинку вийшов дворецький, який запропонував йому приєднатись до постояльців будинку.
Постояльцями виявилось 8-ро гуманітаріїв, які потрапили в будинок схожим чином.
На думку мешканців, будинок знаходиться в доісторичному часі, щоб ізолювати їх для творчості.
Проживши там деякий час, Девід виявив розкол в просторі і пройшов крізь нього надіючись повернутись додому.
Але він потрапив в інше середовище, де були прямоходячі анкілозаври та інші більш звичні динозаври.
Він побачив багатоповерховий офісний будинок і побіг туди.
На його здивування, його очікували там і запропонували роботу.
Роботодавцем була співдружність світових корпорацій, яка проводила дослідження розвитку суспільста.
Для чого використовувала не подорожі в часі, а паралельні світи. Вивчались суспільні проблеми, щоб потім оптимально заселяти всі світи.
В світі з будинком на березі цивілізації не було зовсім.
А в світі з офісним будинком була примітивна цивілізація анкілозаврів.
За декілька тижнів серед працівників офісу почастішали самогубства.
Летімер почув від одного з працівників теорію, що анкілозаври навчились ментально контролювати працівників офісу і дізнались про існування паралельних світів.
І подорож Летімера насправді є експериментом анкілозаврів для підтвердження своїх знань.
Летімер пішов познайомитись з анкілозаврами, які підтвердили, що перебирають контроль над здійсненням досліджень корпорацій і відправляють його назад в будинок на березі.